# Virginidad

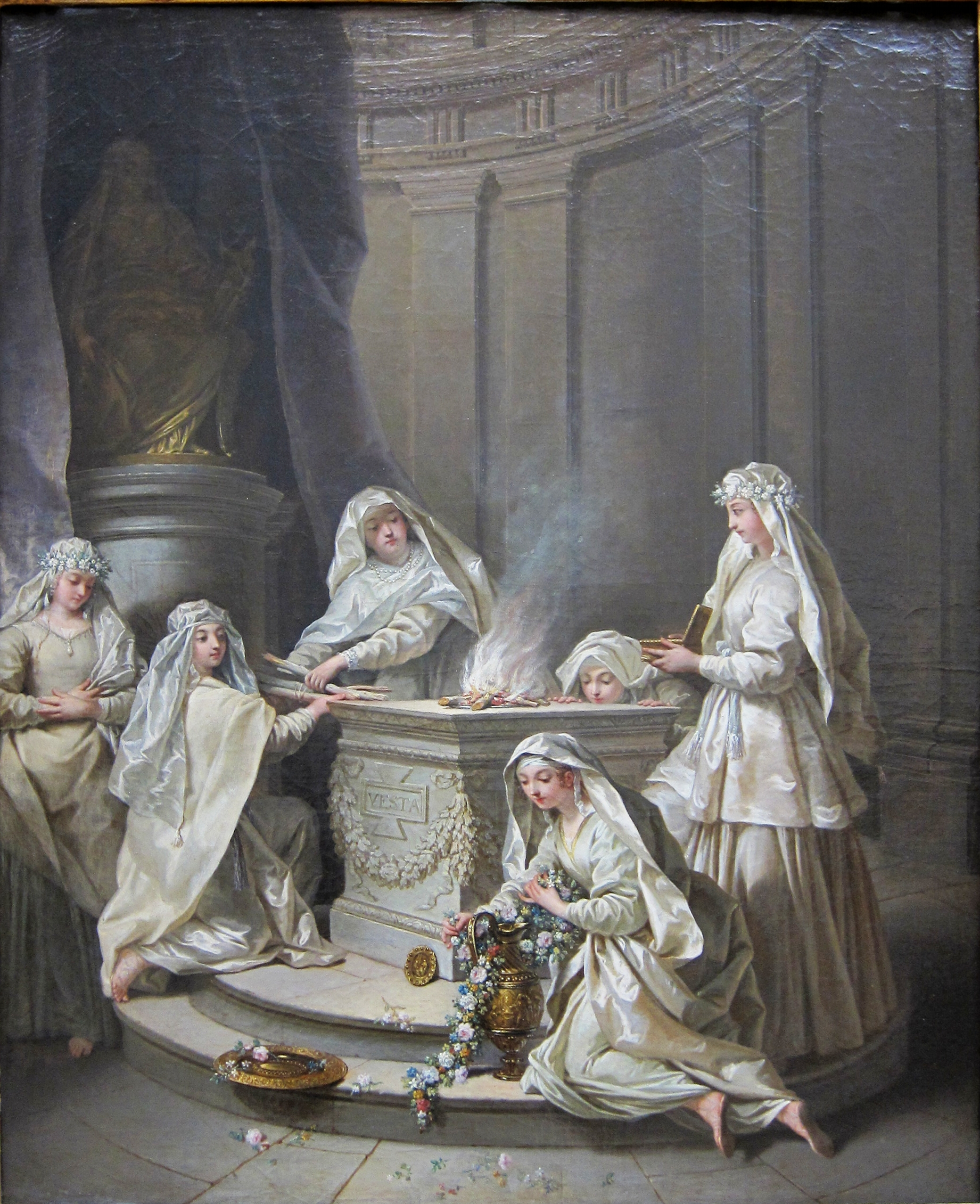
Vestales de la ciudad de Roma, mujeres que no habían tenido contacto sexual, este concepto de virginidad es el más usado en la actualidad.

Al igual que la castidad, el concepto de virginidad ha implicado tradicionalmente la abstinencia sexual. El concepto de virginidad suele implicar cuestiones morales o religiosas y puede tener consecuencias en cuanto a la condición social y las relaciones interpersonales. La Organización Mundial de la Salud califica la virginidad como un constructo social para el control de mujeres y niñas y una forma dañina de discriminación de género.
El término virgen originalmente solo se refería a las mujeres sin experiencia sexual, pero ha evolucionado para abarcar una serie de definiciones, como se encuentra en los conceptos tradicionales, modernos y éticos. Los individuos heterosexuales pueden o no considerar que la pérdida de la virginidad ocurre solo a través de la penetración pene-vaginal, mientras que las personas de otras orientaciones sexuales a menudo incluyen el sexo oral, el sexo anal o la masturbación mutua en sus definiciones de la pérdida de la virginidad. Las implicaciones sociales de la virginidad todavía permanecen en muchas sociedades y pueden tener diversos efectos en la agencia social de un individuo.

## Etimología
La palabra virgen proviene del francés antiguo virgine, de la raíz lingüística del latín virgo, genitivo virginis, que significa literalmente «doncella» o «virgen», una joven sexualmente intacta o «mujer sexualmente inexperta». Al igual que en el latín, la palabra inglesa también se utiliza a menudo con una referencia más amplia, al relajar los criterios de edad, género o sexualidad. En este caso, las mujeres más maduras pueden ser vírgenes (la Reina Virgen), los hombres pueden ser vírgenes, y los posibles iniciados en muchos campos pueden denominarse coloquialmente vírgenes; por ejemplo, una «virgen» de paracaidismo. En este último uso, virgen significa no iniciado.

La palabra latina probablemente surgió por analogía con un traje de lexemas basados en vireo, que significa "ser verde, fresco o floreciente", sobre todo con referencia botánica, en particular, virga que significa «tira de madera».
Ðar haueð ... martirs, and confessors, and uirgines maked faier bode inne to women.
En este y muchos otros contextos posteriores, la referencia es específicamente cristiana, aludiendo a los miembros del Ordo Virginum (Orden de las Vírgenes), que se aplica a las vírgenes consagradas que se sabe que han existido desde la iglesia primitiva a partir de los escritos de los Padres de la Iglesia.

Hacia 1300, la palabra se amplió para aplicarse también a María, la madre de Jesús, y por lo tanto a la virginidad sexual explícitamente:
Conceiud o þe hali gast, born o þe virgine marie.
La expansión de la palabra para incluir a las jóvenes virtuosas (o ingenuas), sin tener en cuenta la conexión religiosa, ocurrió durante aproximadamente otro siglo, hasta que alrededor de 1400 encontramos:
Vaciar y desocupar los vicios como si fueran vírgenes.
Estas son tres de las dieciocho definiciones de virgen de la primera edición del Oxford English Dictionary (OED1, páginas 230-232). La mayoría de las definiciones de OED1, sin embargo, son similares.

## Cultura

### Concepto

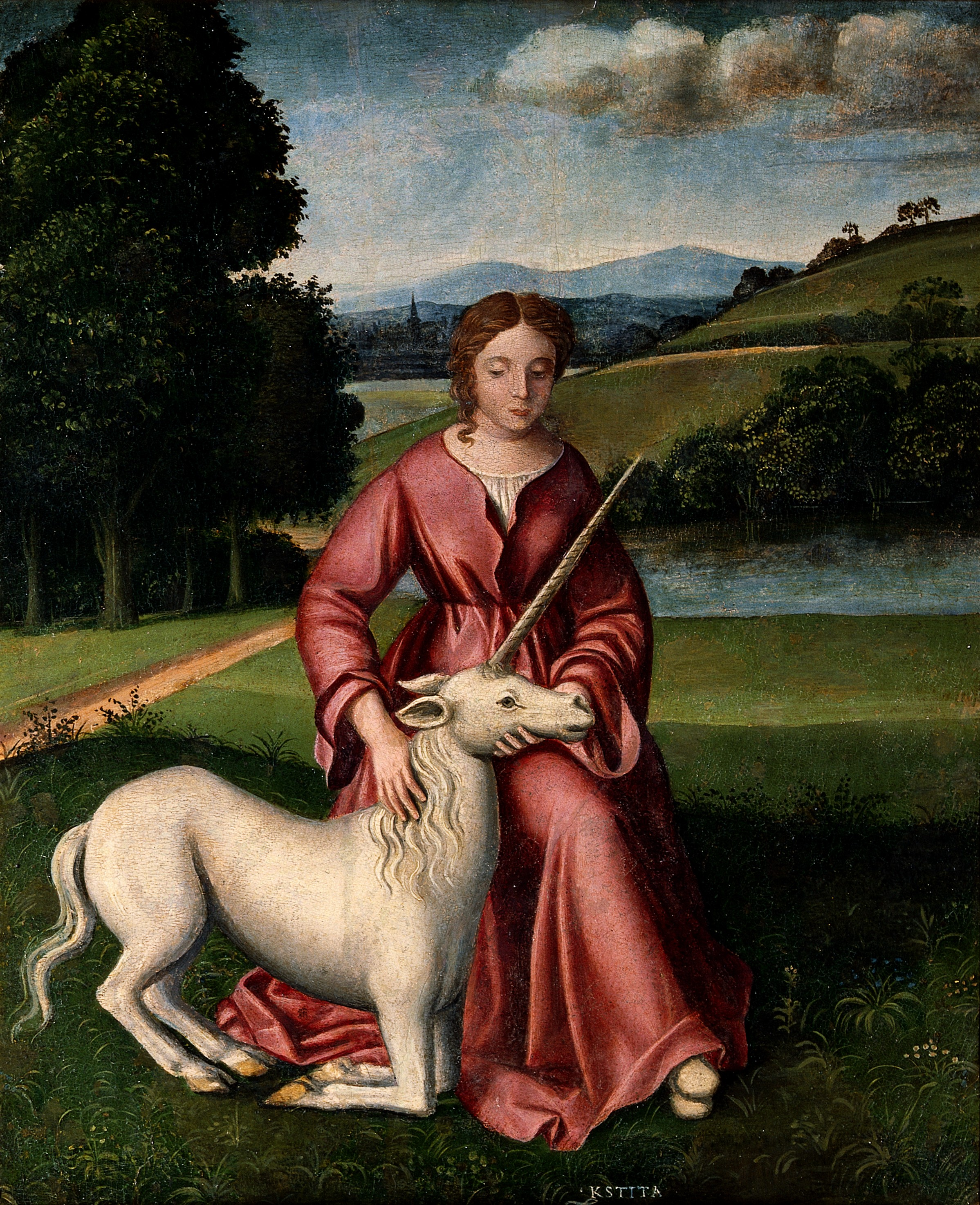
Virgen con un unicornio

El concepto de virginidad tiene importancia solamente en contextos sociales, culturales o morales particulares. Según la historiadora estadounidense Hanne Blank, «la virginidad no refleja ningún imperativo biológico conocido y no otorga ninguna ventaja evolutiva demostrable».
Los bestiarios medievales afirmaban que la única forma de capturar o domesticar un unicornio era utilizando a una virgen como señuelo, debido a su pureza implícita. El tema es popular en las pinturas renacentistas.
Aunque la virginidad se ha correlacionado históricamente con la pureza y el valor, muchas académicas feministas creen que la virginidad en sí misma es un mito. Argumentan que no existe una definición médica estandarizada de virginidad, que no hay pruebas científicamente verificables de la pérdida de la virginidad y que las relaciones sexuales no producen cambios en la personalidad. Jessica Valenti, escritora feminista y autora de El mito de la pureza, sostiene que el concepto de virginidad también es dudoso debido a las muchas definiciones individuales de la pérdida de la virginidad, y que valorar la virginidad ha puesto la moralidad de la mujer «entre sus piernas». Critica la noción de que la actividad sexual tenga alguna influencia en la moralidad o la ética.

El deseo de desear que el cónyuge o pareja nunca haya tenido relaciones sexuales se denomina complejo de virginidad. Una persona también puede tener un complejo de virginidad dirigido hacia sí misma..

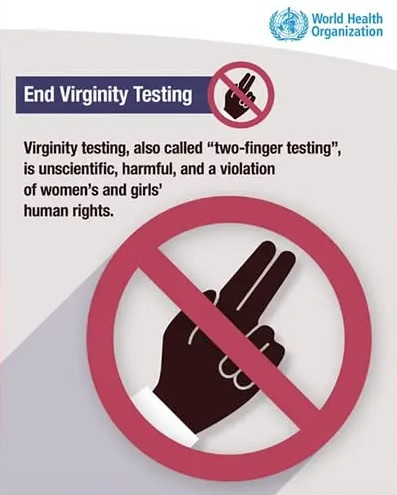
Cartel de la Organización Mundial de la Salud contra las pruebas de virginidad

### La virginidad como constructo social
La virginidad no es un concepto médico, científico, ni demostrable, sino una construcción social de control sexual de las niñas y mujeres. La Organización Mundial de la Salud califica la virginidad como una forma dañina de discriminación de género, y Naciones Unidas considera que las pruebas de virginidad son una violación de los derechos humanos de las niñas y mujeres, sin base científica, que conllevan graves consecuencias físicas y mentales a aquellas que los padecen.

## La virginidad en las religiones
Para el Diccionario de la lengua española los vírgenes, en su primer significado, son aquellas personas que no han tenido nunca una relación sexual. Un significado más acotado del Diccionario es reservado para las personas que han conservado su castidad y la han «guardado» para una divinidad, como es el caso de la virgen María. Tanto el DLE como el uso habitual del término, suele relacionar virginidad con castidad, término este último que en realidad está más orientado a describir un aspecto subjetivo, como es la ausencia de sensualidad o goce sexual.

### En las antiguas Grecia y Roma
La virginidad a menudo era considerada una virtud que denotaba pureza y autocontrol físico y era una característica importante en la mitología griega. En la literatura griega antigua, como en los Himnos homéricos, hay referencias a las diosas del Partenón, Artemisa, Atenea y Hestia que proclamaban promesas de eterna virginidad (en griego: παρθενία, parthenía, "partenía"). Sin embargo, se ha argumentado que el estado de partenía de una doncella (en griego: παρθένος, parthénos, "partenos"), como la invocada por estas deidades, tiene un significado ligeramente diferente del que normalmente se entiende como virginidad en las religiones occidentales modernas. Más bien, la partenía se centró más en la capacidad de matrimonio y conceptos abstractos sin requisitos físicos estrictos que se verían afectados negativamente, pero no completamente abandonados, por las relaciones sexuales prematrimoniales. Por esto, otras diosas que no están eternamente comprometidas con la partenía, dentro de los Himnos homéricos pueden renovarla mediante rituales, como en el caso de Hera o elegir una apariencia que implique la posesión de ella (como Afrodita).
En la antigua religión romana, el símbolo de pureza y consagración a la ciudad romana estaba puesto en las vírgenes vestales, sacerdotisas muy respetadas, estrictamente célibes, consagradas a la diosa del hogar Vesta, y guardianas de mantener el fuego sagrado. Las vestales estaban comprometidas con el sacerdocio antes de la pubertad (cuando tenían entre 6 y 10 años) y juraban el celibato por un período de 30 años.
Se consideraba que la castidad de las vestales tenía una relación directa y fundamental para la continuidad y seguridad del estado romano. Permitir que el fuego sagrado de Vesta se extinguiera, sugeriría que la diosa habría retirado la protección de la ciudad, por lo que se consideraba un delito grave y se castigaba con la flagelación. Como se pensaba que la castidad de una Vestal estaba directamente relacionada con el fuego sagrado, si se extinguiese, se podría suponer que una Vestal habría perdido su castidad. La pena para una virgen Vestal que hubiera tenido relaciones sexuales mientras estaba en el cargo era la de ser enterrada viva.
Las Vestales eran una excepción en el mundo sacerdotal romano, que estaba casi por entero compuesto de hombres. Era el único cuerpo femenino de la religión romana, pues todos los demás sacerdotes eran hombres. La exigencia de la virginidad en las vestales, proviene de los tiempos de los antiguos pobladores, cuando a las muchachas jóvenes y solteras se les encargaba la tarea de vigilar el fuego sagrado, ya que no tenían familia ni tareas hogareñas que atender.
La importancia de las Vestales era enorme, su importancia y bienestar eran considerados fundamentales, por ello se les creó una Casa de las Vestales en el foro, para que pudiesen disfrutar de todas las comodidades. Inicialmente, pudieron ser dos, después en tiempos de Plutarco sabemos que eran cuatro y posteriormente al ofrecer su participación en la vida pública su número ascendió a seis.

### En el catolicismo
Indica la doctrina católica que tanto el sacramento del matrimonio como la virginidad por el Reino de Dios vienen del mismo Jesucristo que es el que les da sentido a ambos así como las gracias para vivirlos de acuerdo con su doctrina. Ambos, la virginidad y el matrimonio, se consideran inseparables y se apoyan mutuamente.

Denigrar el matrimonio es reducir a la vez la gloria de la virginidad; elogiarlo es realzar a la vez la admiración que corresponde a la virginidad... (San Juan Crisóstomo)

Sin embargo la Iglesia católica aclara que «la virginidad es un consejo evangélico, no un precepto obligatorio» y que el matrimonio es un bien aunque la virginidad sea un bien mayor. La virginidad debe ser siempre fruto de una total y libre elección, no es para la mayoría sino que tiene un carácter excepcional. También indica que «la virginidad no es el único camino de salvación; también lo es el matrimonio». En la Iglesia hay diferentes miembros y grados de virtud, pero todos en conjunto, casados, viudos y vírgenes constituyen la Iglesia que es Jesucristo.En este sentido, fue muy habitual durante la Edad Media y los Siglos de Oro el debate sobre el estado de la mujer que más agradaba a Dios. Competían por tal título las vírgenes (doncellas), las religiosas y las casadas. Los pareceres de los moralistas, si bien diversos, tienden a coincidir en que el estado más conveniente para las mujeres es el matrimonio.
Durante muchos años, se conminaba a las personas a llegar vírgenes a su matrimonio. Mas con el paso del tiempo y la llegada de los métodos anticonceptivos esta tradición ha ido disminuyendo (aun cuando hay moralistas que se rigen por los preceptos ortodoxos).

### En el hinduismo
En el hinduismo, la virginidad prematrimonial por parte de la novia se considera ideal. La ceremonia de matrimonio hindú predominante, o la boda védica, se centra en el ritual kanyadan, que literalmente significa la entrega de una virgen, por parte del padre de la doncella, mediante el cual los hindúes creen que obtienen el mayor mérito espiritual, y los matrimonios de las hijas se consideran una obligación espiritual. La pureza de las mujeres se valora especialmente en el sur de Asia, donde el hinduismo se practica con mayor frecuencia. El sexo nunca ha sido un tabú en la antigua India y la integridad del himen no tiene nada que ver con la virginidad.